# Anthony Cardon
Pour les articles homonymes, voir Cardon (homonymie).
Anthony Cardon (1772 — 1813) est un graveur et éditeur britannique d'origine bruxelloise.

## Biographie
Anthony Cardon né à Bruxelles le 15 mai 1772, est l'un des fils du peintre Antoine Alexandre Joseph Cardon dit « le vieux ». Anthony est par ailleurs le frère du dessinateur Philippe Cardon. Son oncle Jean-Guillain Cardon est un musicien, compositeur et violoniste, qui s'illustra à la cour de Versailles.
Il est formé à la peinture par son propre père et se voit décerner des récompenses à l'académie des beaux-arts de Bruxelles.
Durant la guerre entre la France et les Pays-Bas, en 1793, Anthony, alors âgé de 17 ans (ou 21 ans ?), part pour l'Angleterre, muni d'une lettre d'introduction auprès de Paul Colnaghi, responsable à Londres d'une galerie d'art et éditeur d'estampes, qui lui offre du travail en tant que dessinateur et graveur. Il complète son éducation artistique aux cours de la Royal Academy, ayant pour camarade Luigi Schiavonetti avec lequel il travaillera,. 
Il se spécialise dans la technique du pointillé, dont il devient l'un des plus éminents représentants au cours de sa carrière. Parmi ses contributions à l'illustration d'ouvrages, on peut citer les Essays After Cartoons de Raphaël conservés au château de Windsor, présentés par Nicholas Joseph Ruyssen (1798), ainsi que le Book of Common Prayer publié par F. & C. Rivington (Londres, 1811). Cardon a également produit de nombreux portraits gravés dont celui de George III,.
Il est membre de la Chalcographic Society et de la Society of the Encouragement of the Arts, qui lui décerne une médaille d'or pour sa gravure The Battle of Alexandria en 1807, d'après Loutherbourg.
Cardon meurt le 16 avril 1813, à Londres, London Street, dans le quartier de Fitzroy Square (en).

## Œuvre gravé

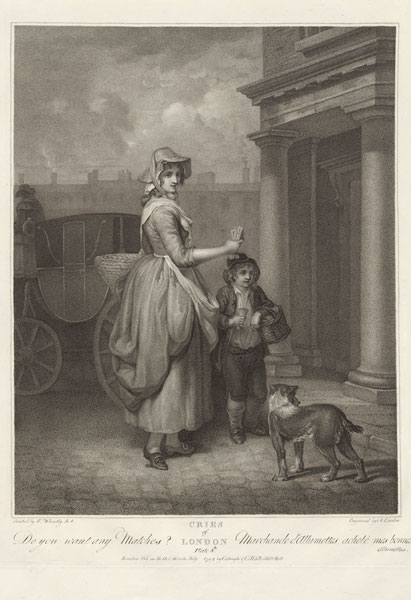
« Do you want any Matches? », (Cries of London, 1794).

- Cries of London (Cris de Londres), suite de gravures d'après Francis Wheatley, 1794.
- Ann Moore of Tutbury, 1812.
- Planches de la Campaign against Tippoo Sahib.
- Presentation of Catharine of France to Henry V of England, d'après Thomas Stothard.
- Salvator Mundi, d'après Carlo Dolci.
- The Woman taken in Adultery, d'après Rubens.